# Atlant
Atlant (укр. Атлант) — білоруська компанія, один з найбільших в СНД виробників холодильників, а також іншої побутової техніки. Підприємство знаходиться в Мінську та Барановичах.

## Історія
У Мінську на базі заводу газової апаратури за Постановою Ради Міністрів БРСР № 554 від 24 серпня 1959 року почалася підготовка до випуску побутових електрохолодильників.